# Giudecca
Die Giudecca (im örtlichen Dialekt Giudèca, früher auch Zudèca oder Zuèca) ist eine langgezogene Inselgruppe im Süden der Stadt Venedig in Italien, mit einer Fläche von 58,9 Hektar (genau 589.056 Quadratmeter) und einer Bevölkerung von 6.429 zum Stand der Volkszählung 2001. Sie ist ein Teil des Stadtsechstels Dorsoduro.

## Geographische Einordnung, der Kanal

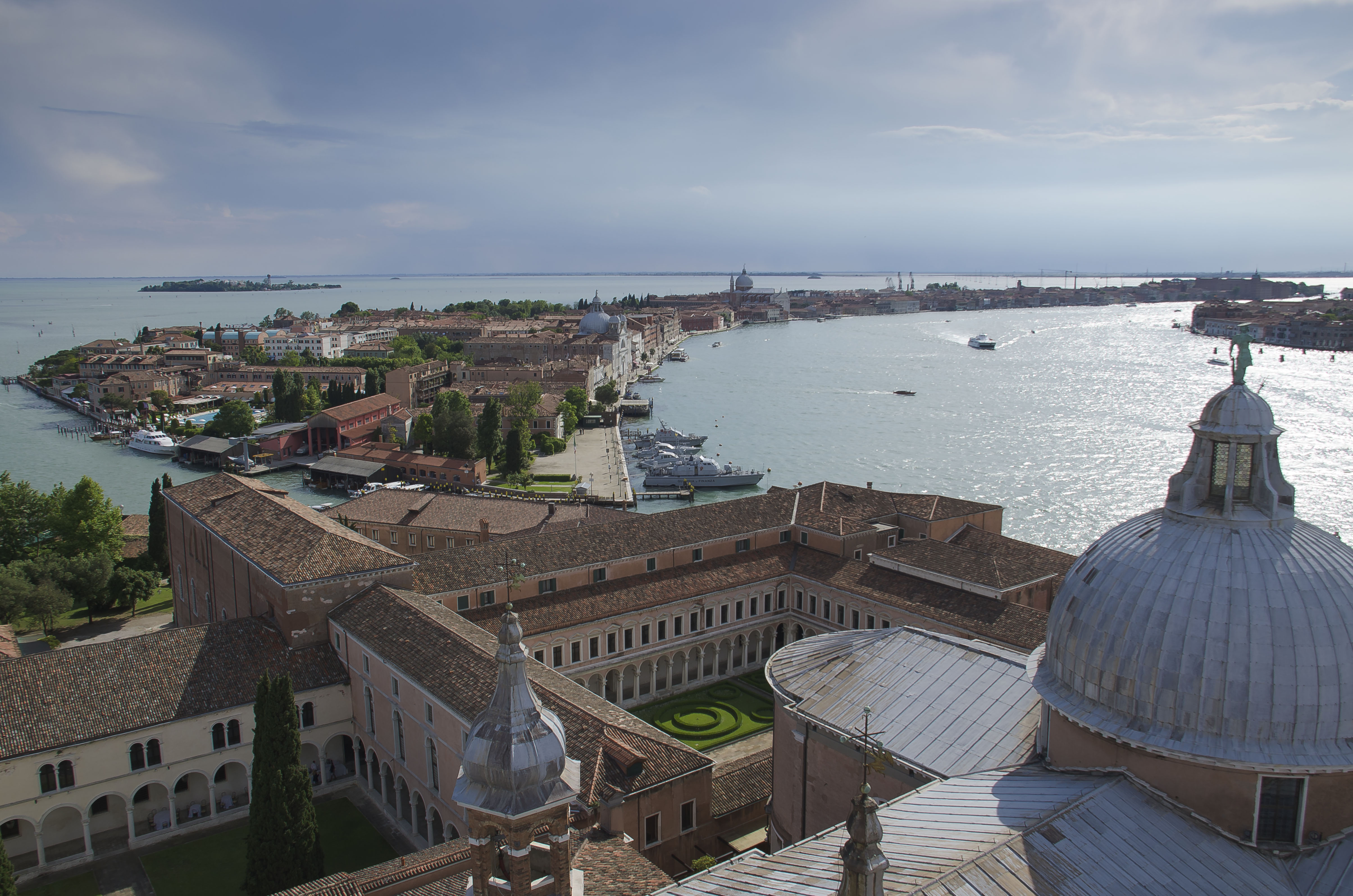
Blick auf die Giudecca vom Turm von San Giorgio Maggiore

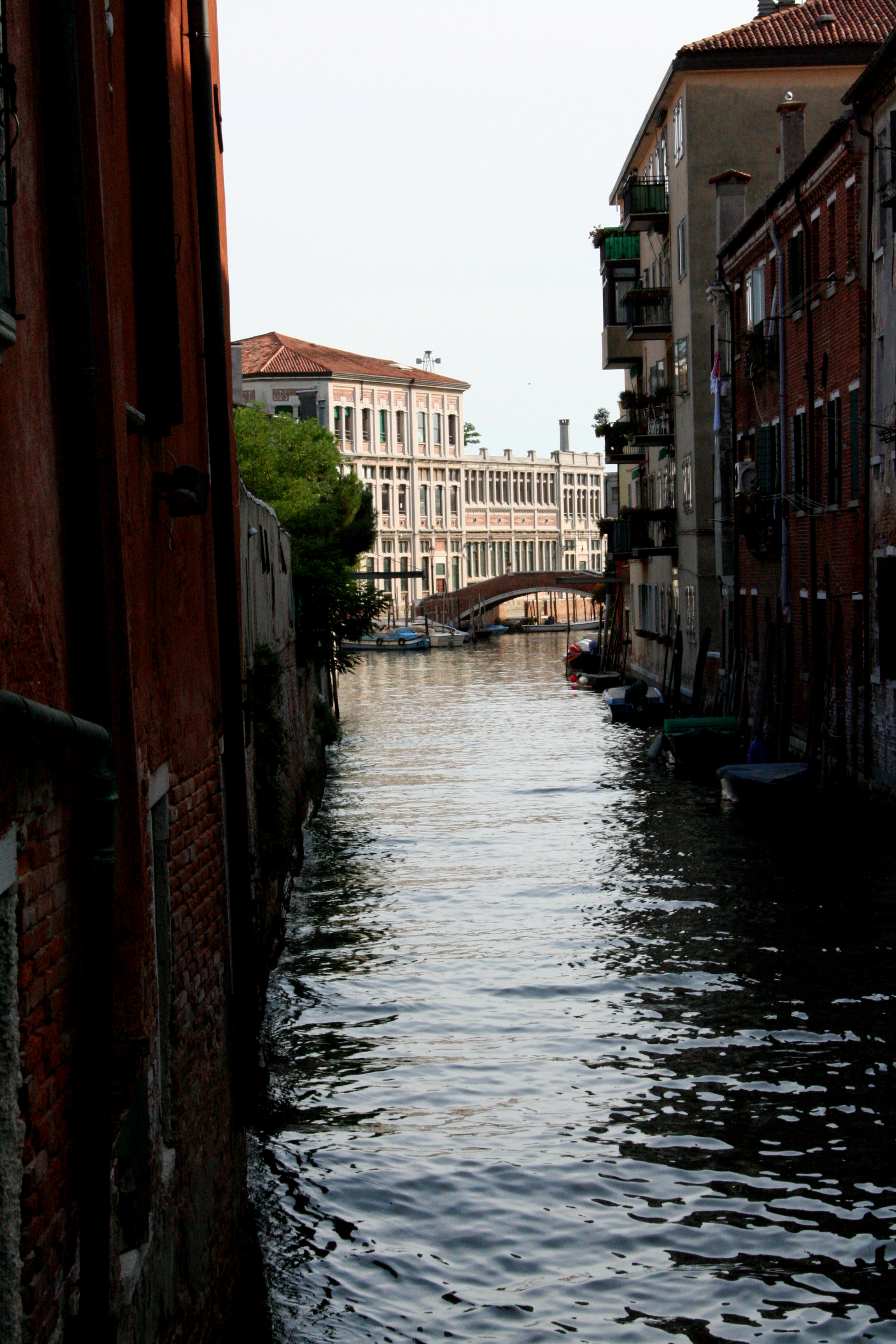
Brücke Ponte Piccolo

Die Giudecca ist Teil des historischen Stadtzentrums von Venedig und liegt südlich von dessen Hauptteil, getrennt durch den nach Osten fließenden Canale della Giudecca. Ihre gleichmäßig verlaufende Entfernung beträgt zirka 300 Meter. Die Fahrt vom Markusplatz dauert mit einem öffentlichen Dieselmotorschiff (Vaporetto) kaum mehr als drei Minuten. Im Westen liegt jenseits des Canale del Lavraneri die Insel(gruppe) Sacca Fisola, während im Osten der Canale della Grazia (Canale di San Giorgio Maggiore) Giudecca und San Giorgio Maggiore voneinander trennt. Die Inselgruppe misst in westöstlicher Richtung nicht mehr als 2.000 Meter. Von Norden nach Süden ist sie nicht breiter als 300 Meter. Sie besteht aus insgesamt neun Einzelinseln, die durch neun bis 40 Meter breite Kanäle voneinander getrennt sind, von denen fünf die Giudecca von Norden nach Süden durchschneiden:
- Rio della Croce
- Rio del Ponte Lungo
- Rio del Ponte Piccolo
- Rio Santa Eufemia
- Rio di San Biagio

Zwei weitere verlaufen über kurze Distanz in ost-westlicher Richtung:
- Rio Palada (Fließrichtung West)
- Rio Convertite

Der Rio dei Scorzeri schließlich ist ein neuerer Kanal, der die Inseln Junghans und Scorzeri trennt. Er verläuft von Ost nach West knickt dann nach Süden.
Die Einzelinseln von West nach Ost:
| Insel                              | Fläche m² | Bevölkerung 2011-10-09 | Dichte | Koordinaten                  |
| ---------------------------------- | --------- | ---------------------- | ------ | ---------------------------- |
| Molino Stucky                      | 42102     | 188                    | 4465   | 45° 25′ 37″ N, 12° 19′ 8″ O  |
| San Biagio                         | 37897     | 310                    | 8180   | 45° 25′ 38″ N, 12° 19′ 18″ O |
| Convertite                         | 57758     | 370                    | 6406   | 45° 25′ 31″ N, 12° 19′ 15″ O |
| Sant’Eufemia                       | 89585     | 1019                   | 11375  | 45° 25′ 31″ N, 12° 19′ 28″ O |
| Palada                             | 22066     | 266                    | 12055  | 45° 25′ 32″ N, 12° 19′ 39″ O |
| Junghans                           | 26400     | 269                    | 10189  | 45° 25′ 27″ N, 12° 19′ 36″ O |
| Scorzeri 1                         | …         | …                      | …      | 45° 25′ 25″ N, 12° 19′ 38″ O |
| Redentore =Quartiere San Giacomo   | 100296    | 745                    | 7428   | 45° 25′ 28″ N, 12° 19′ 52″ O |
| Zittelle =Quartiere Campo di Marte | 207774    | 1577                   | 7590   | 45° 25′ 31″ N, 12° 20′ 16″ O |
| Einzelinseln Giudecca              | 583878    | 4744                   | 8125   |                              |

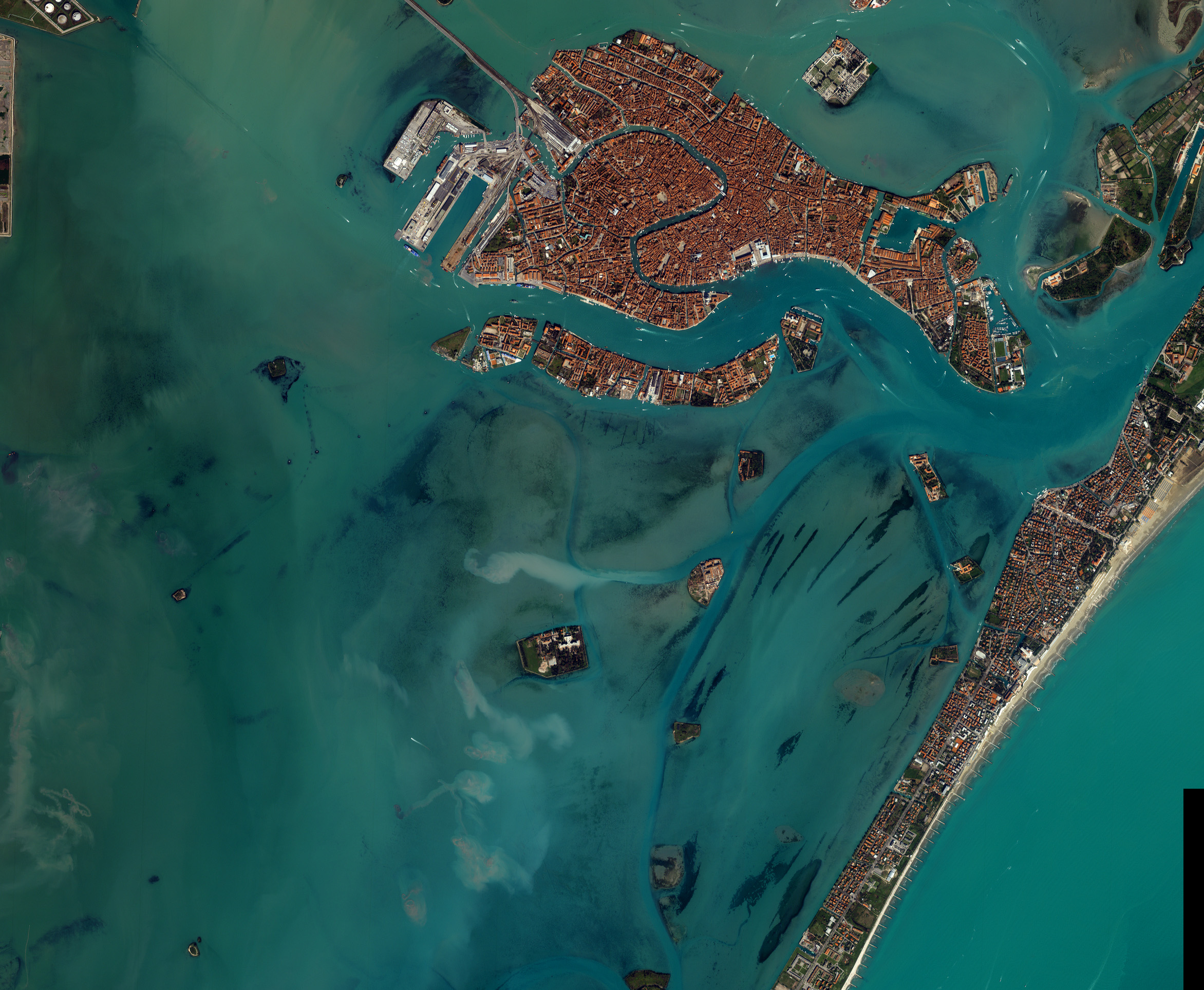
Satellitenaufnahme Venedigs mit der Inseln San Michele im Norden, der Giudecca im Süden sowie der die Lagune nach Osten abschließenden Nehrungsinsel Lido (2001)

Zu Fläche und Bevölkerung der Einzelinseln s. Liste der Altstadtinseln von Venedig. Alle neun Teilinseln sind durch Brücken miteinander verbunden. Eine weitere Brücke, Ponte dei Lavraneri, führt über den Canale del Lavraneri und verbindet die Teilinsel Molino Stucky mit der westlich angrenzenden Insel Sacca Fisola.
Die Giudecca wird in zwei römisch-katholische Pfarreien gegliedert, die zum Dekanat Vicariato di S. Polo-S. Croce-Dorsoduro im Patriarchat von Venedig gehören:
1. S.S. Redentore (mit S.S. Trinità – Clarisse und Zitelle) (östlich des Rio del Ponte Longo, mit den Inseln Zitelle und Redentore bzw. den Stadtvierteln Quartiere Campo di Marte und Quartiere San Giacomo)
2. Santa Eufemia (westlich des Rio del Ponte Longo, mit den übrigen Inseln Palada, Junghans, Scorzeri, Sant’Eufemia, San Biagio, Convertite und Molino Stucky)

Eine weitere Pfarrei San Gerardo Sagredo liegt auf den westlich vorgelagerten Inseln um Sacca Fisola (Sacca San Biagio, AMAV, Piscina Comunale und Inceneritore).

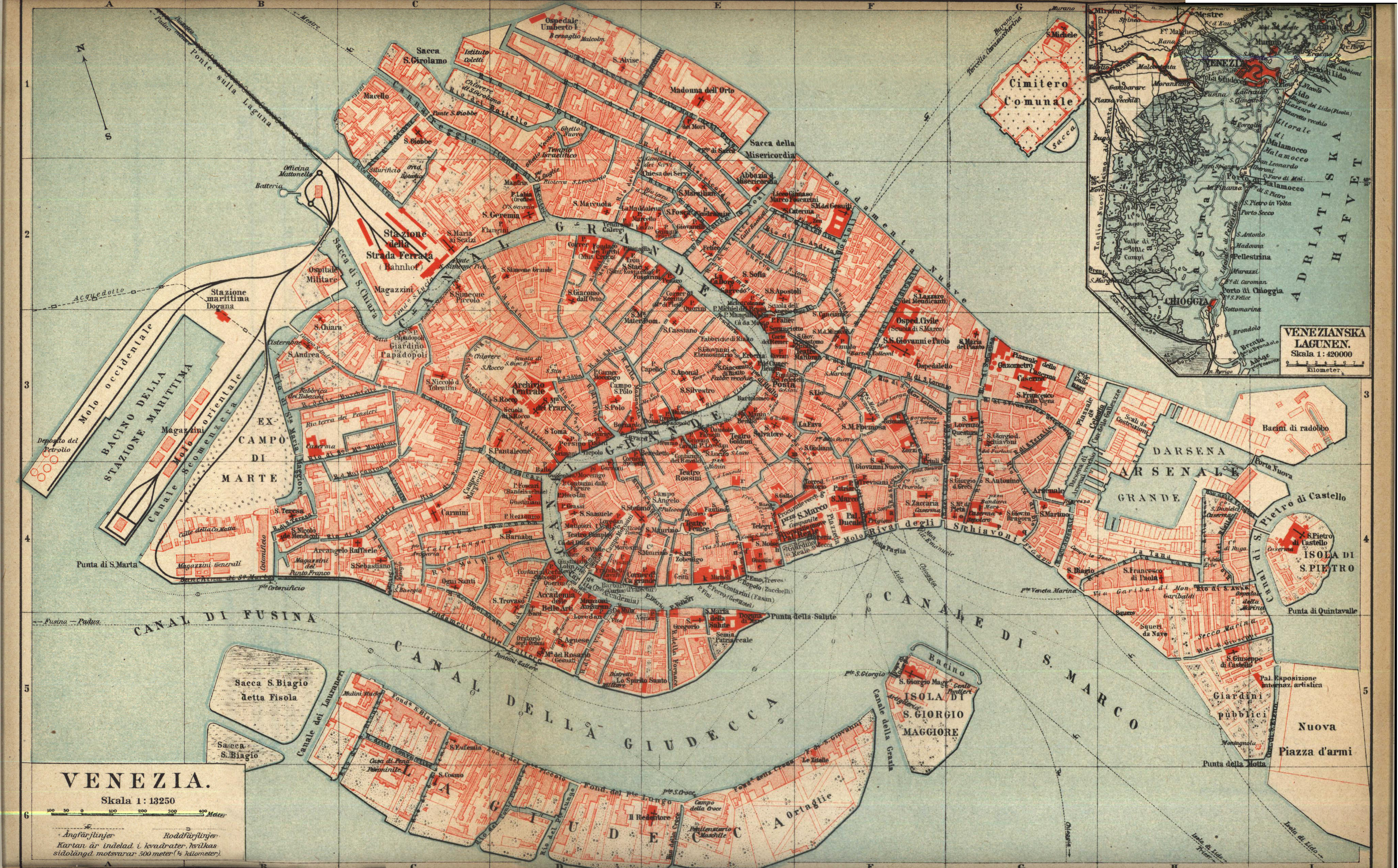
Karte des historischen Zentrums von Venedig, mit der Giudecca im Süden
Die Giudecca ist rot dargestellt (Einzelinseln nicht sichtbar)
Die Giudecca gehört zum Stadtteil Dorsoduro (gelb)
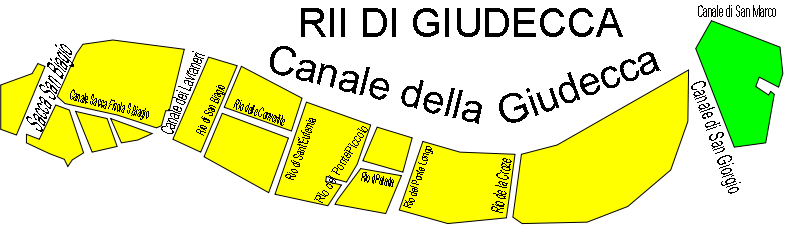
Kanäle trennen die Einzelinseln der Giudecca voneinander
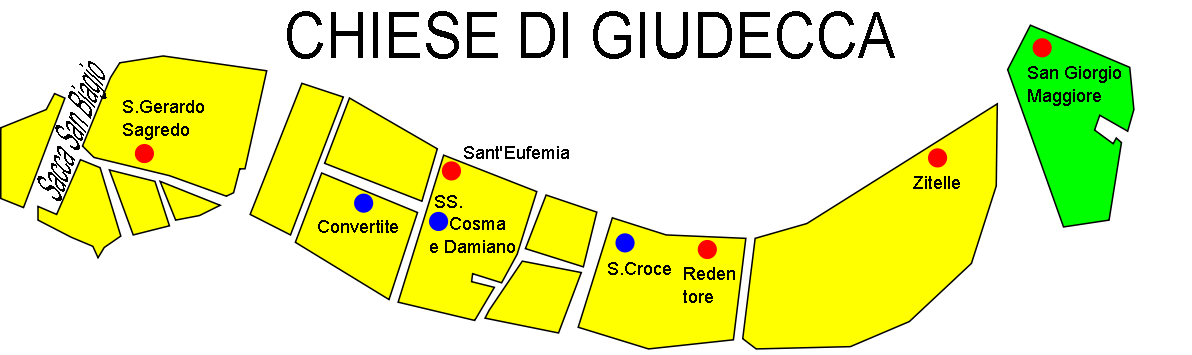
Die Kirchen der Giudecca
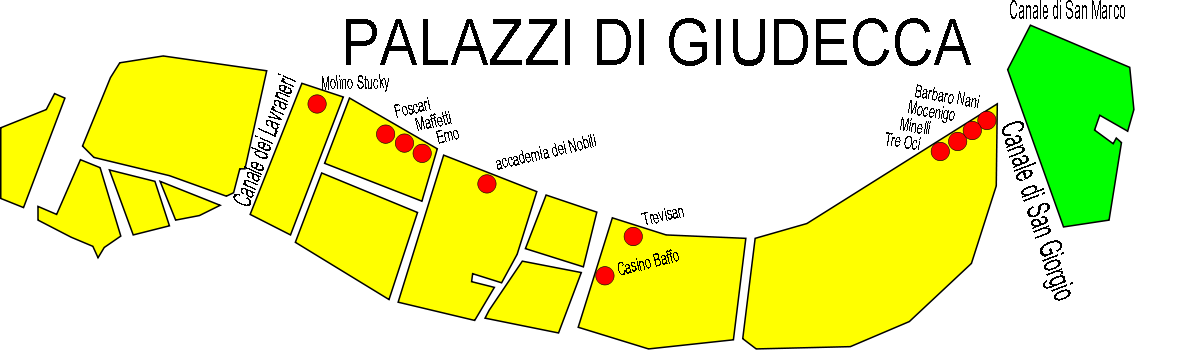
Die Paläste der Giudecca

Die beiden östlichen Teilinseln Zitelle und Redentore entsprechen den Stadtvierteln Quartiere Campo di Marte und Quartiere San Giacomo.

## Geschichte, Herkunft des Namens der Inselgruppe
Vermutet wird, dass die Insel im frühen Mittelalter auch „Vigano“ genannt wurde. Auch zu dieser Zeit oder später bürgerte sich der Name „Spinalonga“ (die erstarrte Form von Spina lunga, d. h. lange Fischgräte) ein, da die Form der Insel aus der Vogelperspektive an das biegsame Rückgrat eines Fisches erinnert.
Zur Herkunft des bis heute gültigen Namens „Giudecca“ gibt es zwei divergierende Hauptthesen. Nach der einen Lesart ihres Namens sei die Insel nach den Juden benannt worden (giudei), da ihnen anstatt in Venedig auf der Insel vor der Stadt zu siedeln erlaubt worden sei. Demnach würde Giudecca (als Derivat von giudeo, der mittelitalienischen Bezeichnung für Jude – im Unterschied zum heutigen Italienischen ebreo) konkret eine „Insel für Juden“ benennen. Von dem venezianischen Patrizier Giorgio Emo ist zudem bekannt, dass er dem Senat des Stadtstaates im Jahr 1515 vorgeschlagen hatte, die Juden der Stadt auf Dauer und ausschließlich auf der Giudecca anzusiedeln. Doch davon kam man ab, wohl auch weil Soldatenquartiere auf der Insel unerwünschte Unruhen hätten provozieren können.

Ein Jahr später nahm der Senat den Vorschlag Zaccaria Dolfins an, wonach sich die in Venedig anwesenden Juden im Ghetto niederlassen sollten, einer Insel am Rande der Stadt, die man nächtens verschloss. Dieses venezianische innerstädtische Judenviertel (in alter Zeit auch Gheto) ist möglicherweise das erste Ghetto in Italien überhaupt.

Karte von 1838

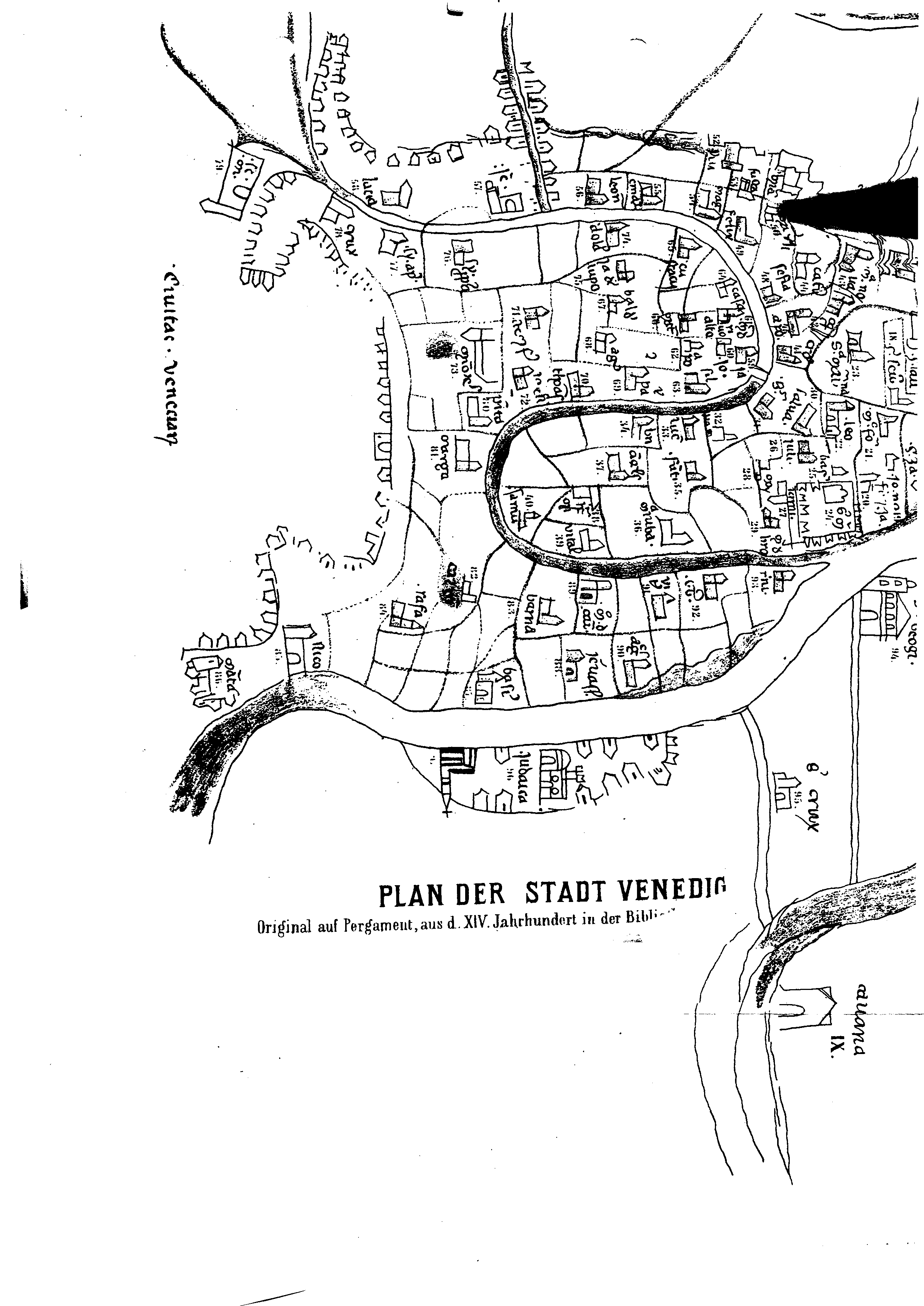
Zeichnung eines Franziskaners der Stadt Venedig aus dem 14. Jahrhundert mit der Insel Giudecca (Schreibweise: Iudaica)

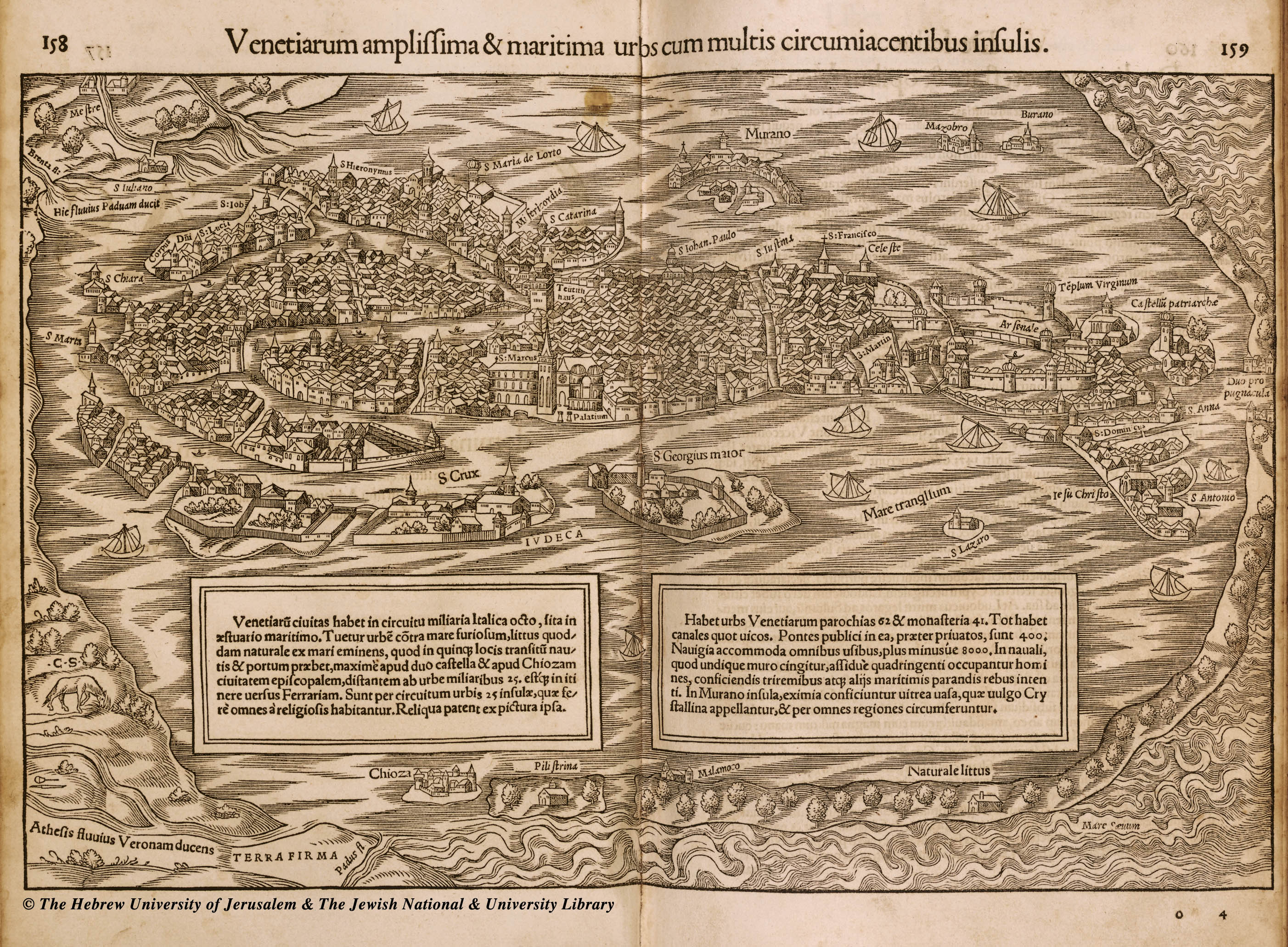
1550–Stadtansicht Venedigs (Zeichnung) in Sebastian Münsters Cosmographia (Schreibweise in der lateinischen Ausgabe iudeca, in der deutschen Ausgabe (1570) Giudeca)

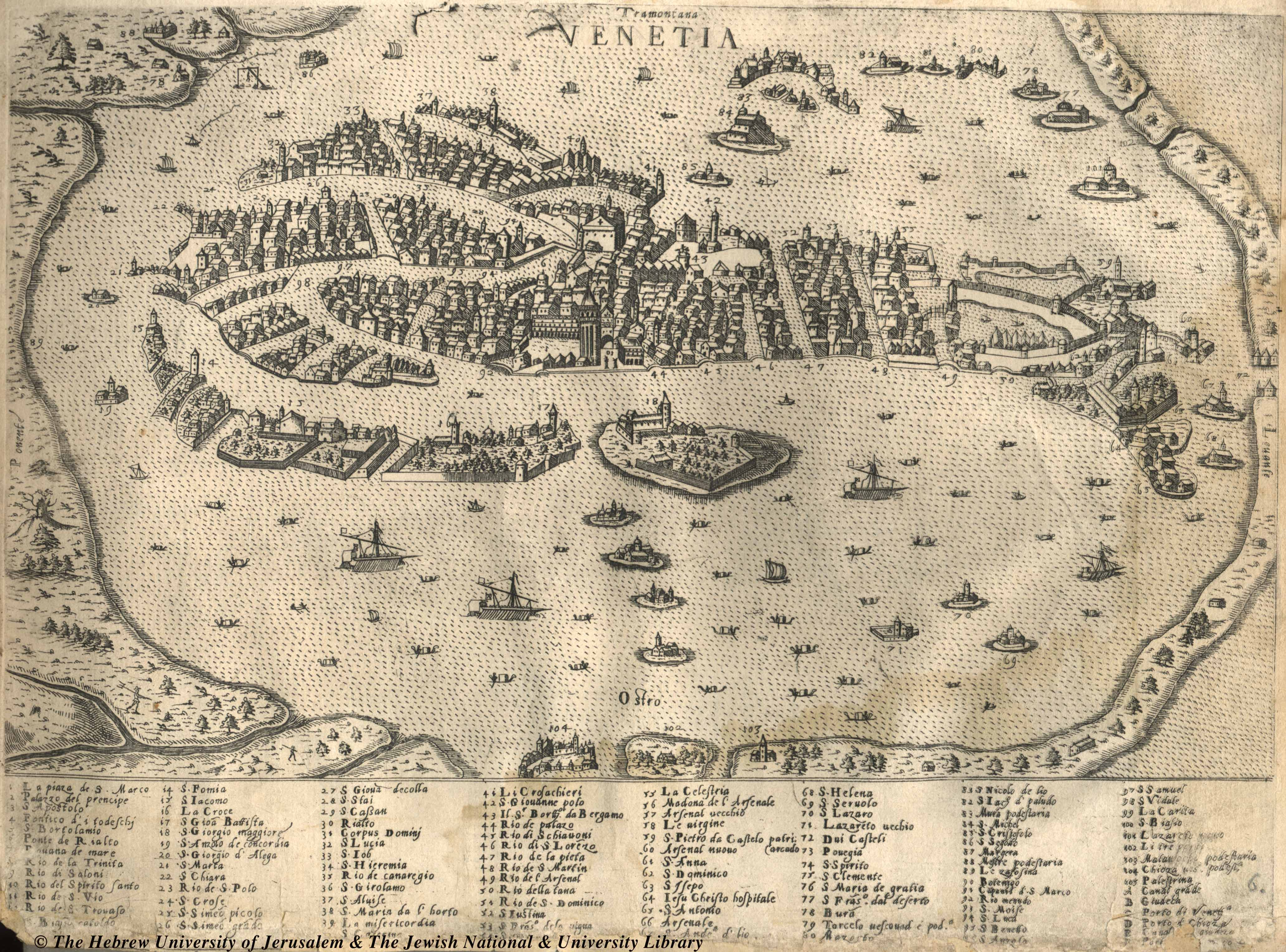
1573–Stich Venedigs von der Druckerei Simon Pinargentis Isole che son da Venetia nella Dalmatia (Schreibweise wie in der deutschen Ausgabe Münsters Giudeca)

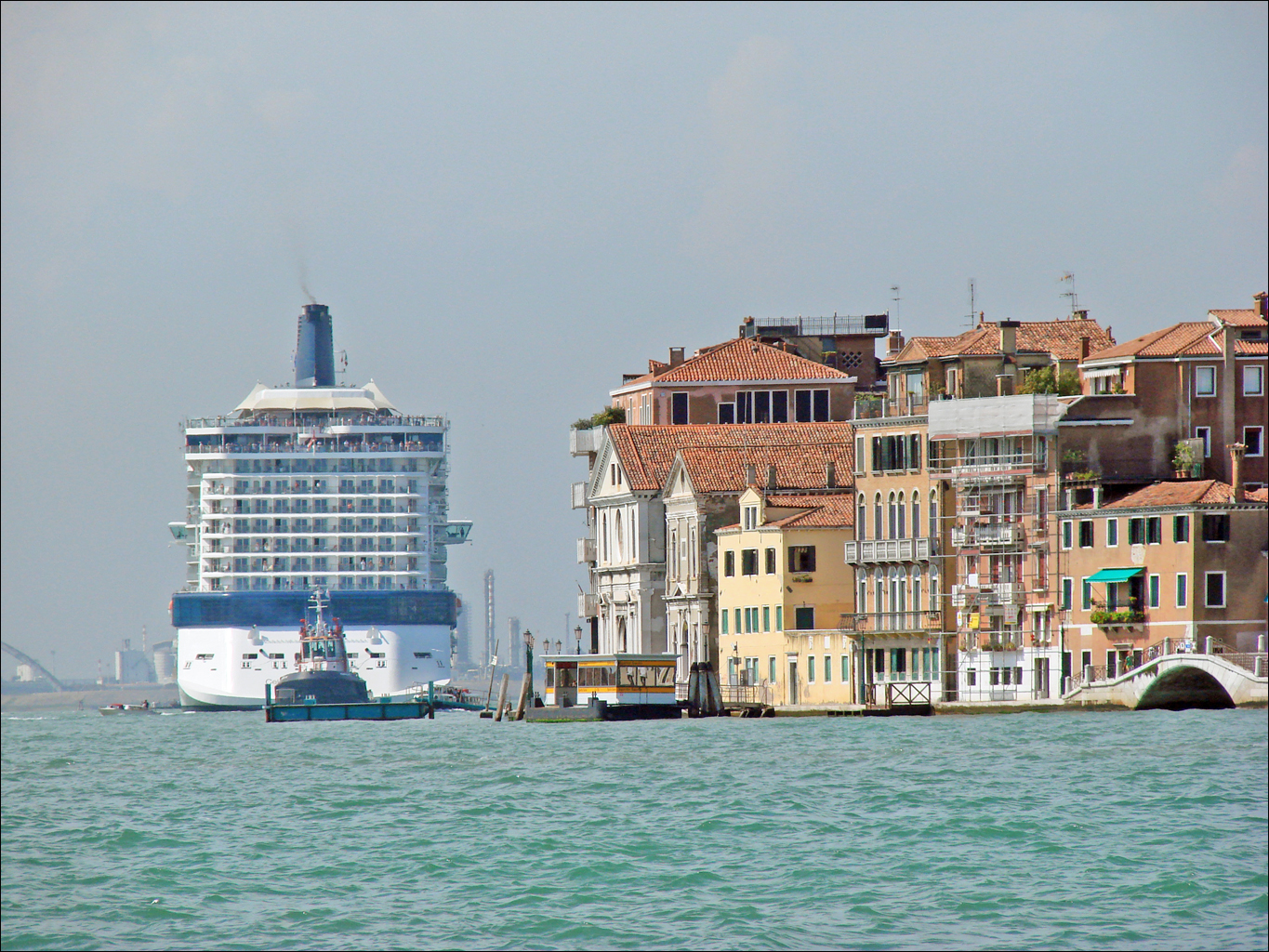
Kreuzfahrtschiff im Canale della Giudecca

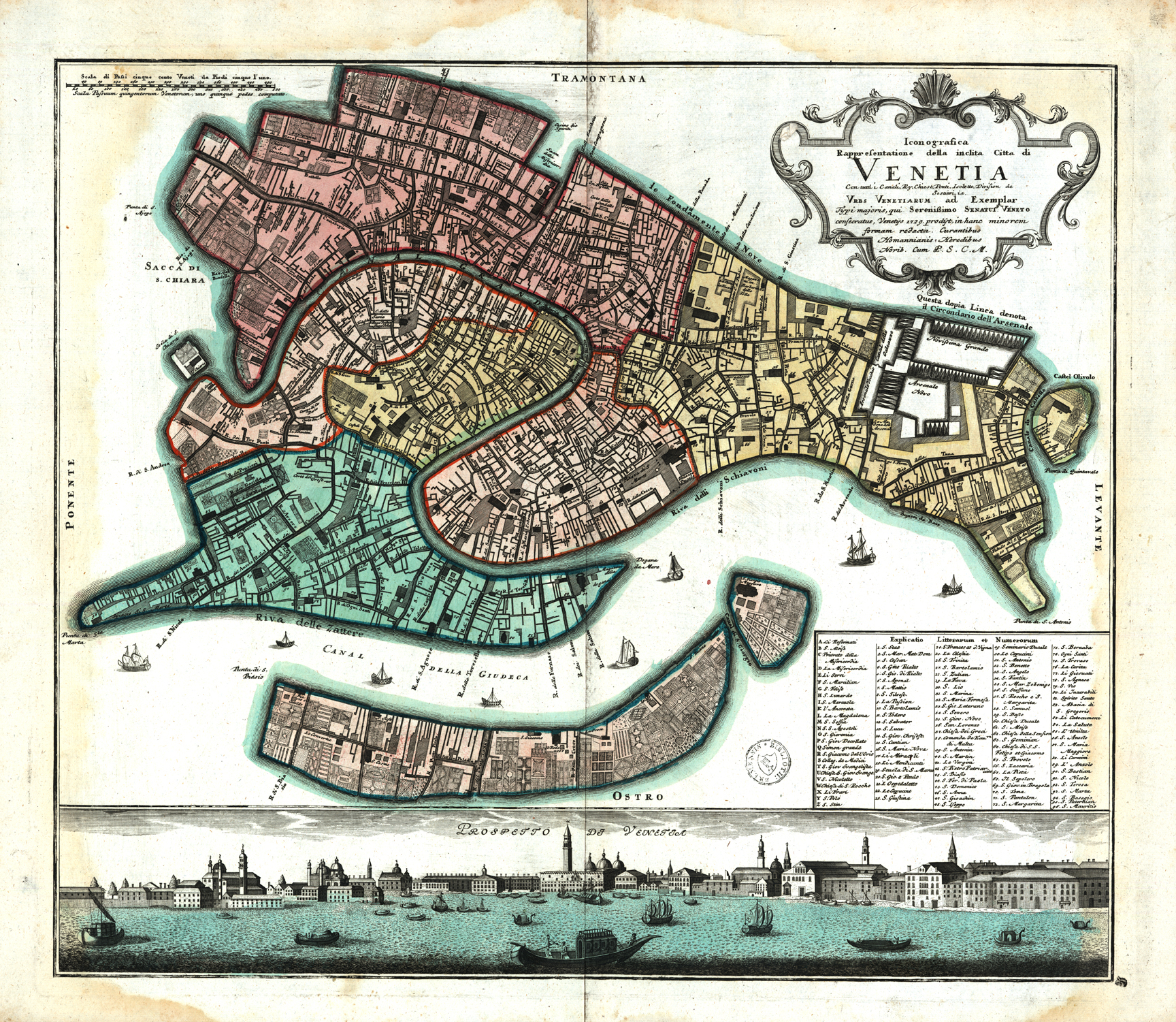
1729–Stadtplan Venedigs (Schreibweise: Giudeca)

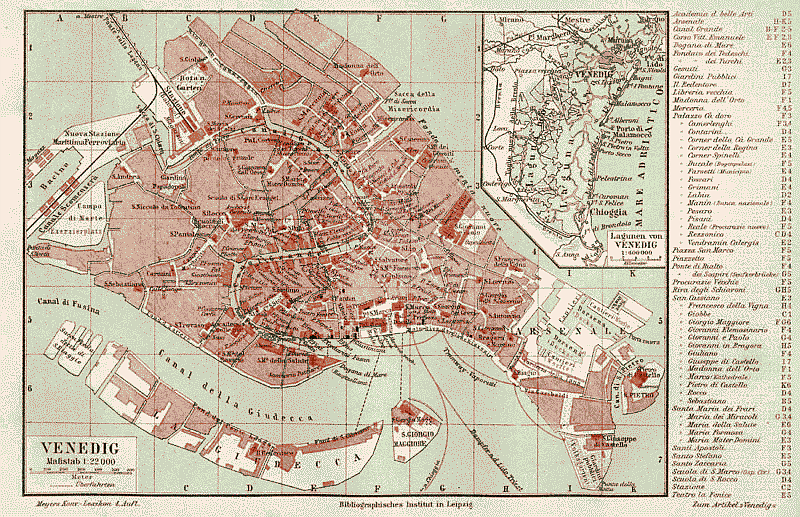
1888–Stadtplan Venedigs aus Meyers Konversationslexikon (Aktuelle Schreibweise: Giudecca)

Die andere Erklärung für die Herkunft des Inselnamens Giudecca knüpft an die wegen kleinerer Vergehen Verurteilten (ital. „giudicati“) an. Da Sträflinge in frühmittelalterlicher Zeit auf die von der Stadt abgegrenzte Insel verbracht worden seien, könnte in diesem Falle allein der Gedanke an die „Verbannungsinsel“ Pate gestanden haben.
Michelangelo hielt sich, nachdem er sich vorübergehend aus Florenz abgesetzt hatte, im Herbst 1529 für einige Wochen auf der Giudecca auf. Auf alten Karten und Stichen von Venedig sind auf der Giudecca (auch „Giudeca“ bzw., im altvenezianischen Dialekt, „Zueca“) zahlreiche Adelspaläste mit riesigen Gärten eingezeichnet.
Um die Wende zum 20. Jahrhundert war die Insel mit 3000 Einwohnern hauptsächlich von Fischern bewohnt. Im frühen 20. Jahrhundert wurde die Giudecca zu einem Industriegebiet (vor allem in seinem westlichen Teilen) mit Werften und Fabriken. Mit dem Ende des Zweiten Weltkriegs verlor ein großer Teil der Industrieansiedlung auf der Insel seine frühere Bedeutung. Heute wird die Giudecca mehr und mehr als Wohngebiet entdeckt, an dem geschätzt wird, dass man sich hier vom Touristentrubel Venedigs entspannen kann – und die Mieten noch erträglich sind. 2001 zählte man 6429 Einwohner.
An bedeutenden Gebäuden findet man auf der Giudecca die Kirche Il Redentore, das wohl schönste und imposanteste Bauwerk Palladios, errichtet 1576 als Votivkirche auf Anordnung des Senats anlässlich des Endes der Pest; die Kirche Sant’Eufemia (gegründet im 9. Jahrhundert), eine der ältesten Kirchen Venedigs, und die Chiesa delle Zitelle. Die Kirche San Giorgio Maggiore liegt abseits der östlichen Spitze der Giudecca und gehört nicht mehr zu ihr.
Am Westende Giudeccas liegt die Stucky-Mühle, ein riesiger im neugotischen Stil erbauter Ziegelbau, den Ende des 19. Jahrhunderts der Schweizer Teigwarenfabrikant Giovanni Stucky errichten ließ. Für verschiedene Erweiterungen wurde der hannoversche Architekt Ernst Wullekopf beauftragt, der der Mühle ihre heutige Gestalt gab. Der Molino Stucky war bis zum Beginn des Zweiten Weltkriegs die größte Nudelfabrik Italiens. Nach Jahren des Leerstands und des Verfalls begann man Ende des 20. Jahrhunderts die Mühle teils zu einem Hotel, teils zu Kultur- und Ausstellungszwecken umzubauen. Diese Arbeiten wurden 2003 durch einen Großbrand unterbrochen. Inzwischen wurde das Gebäude vom Hilton-Konzern übernommen und als Hotel wiedereröffnet.
Die Insel Junghans ist nach dem Schwarzwälder Unternehmen Junghans benannt, das dort seit Ende des 19. Jahrhunderts Wecker und in Kriegszeiten vor allem Zünder für Bomben produzierte.
Außerdem gab es auf der Giudecca ein Filmstudio und es besteht ein Frauengefängnis mit etwa 80 Insassinnen unweit der Stucky-Mühle.

## Schiffsverkehr
Die Zahl der den Canale della Giudecca durchfahrenden Kreuzfahrtschiffe nahm von Jahr zu Jahr zu. Im Jahr 2012 zählte man etwa 1700 Schiffe. Ihr Anblick wird als optische Beeinträchtigung empfunden. Außerdem werden Umweltschäden befürchtet sowie die Zerstörung des Fundaments der Stadt durch die von den Schiffen ausgelösten Wellen. Im November 2013 beschloss die italienische Regierung, den Schiffsverkehr auf dem Kanal stark einzugrenzen. Große Kreuzfahrtschiffe ab 96.000 BRT sind seit November 2014 ganz verboten, die Durchfahrten von mittelgroßen Schiffen ab 40.000 BRT soll um ein Fünftel eingeschränkt werden. Fährschiffe dürfen seit Januar 2014 nicht mehr durch den Kanal fahren.

## Die Giudecca in der deutschsprachigen Literatur
| 1786      |  | Johann Wolfgang von Goethe (1749–1832) | Italienische Reise                                              | Venedig, 29. September 1786                                                                                 |
| 1789      |  | Friedrich Schiller (1759–1805)         | Der Geisterseher. Aus den Memoires des Grafen von O**. Fragment | 1. Buch: 4 5. Buch, 5. Brief, 1. Julius, a) 5. Buch, 5. Brief, 1. Julius, b)                                |
| 1819–1822 |  | E. T. A. Hoffmann (1776–1822)          | Serapions-Brüder                                                | Doge und Dogaresse, 344                                                                                     |
| 1847      |  | Fanny Lewald (1811–1889)               | Italienisches Bilderbuch                                        | Venedig (Tageslicht), 802                                                                                   |
| 1855      |  | Jacob Burckhardt (1818–1897)           | Der CiceroneAnleitung zum Genuss der Kunstwerke Italiens        | 107b: Architektur von 1540 bis 1580 (Kirche del Redentore, 1576) und Nonnenkloster delle Zitelle, 1586 108b |
| 1860–1863 |  | Herman Grimm (1828–1901)               | Das Leben Michelangelos(1860–63)                                | Kapitel X,2                                                                                                 |
| 1862      |  | Paul Heyse (1830–1914)                 | Andrea Delfin. Eine venezianische Novelle                       | 12 |
| 1874      |  | Theodor Fontane (1819–1898)            | Aus den Tagebüchern der Italienreise, Okt./Nov. 1874            | 1 |
| 1887      |  | Conrad Ferdinand Meyer (1825–1898)     | Die Versuchung der Pescara                                      | 4.Kapitel: 3                                                                                                |
| 1889      |  | Hugo von Hofmannsthal (1874–1929)      | Der Abenteurer und die Sängerin                                 | 2.Kapitel: 2                                                                                                |

## Erwähnung in der nichtdeutschsprachigen Belletristik
| 1790 |  | Giacomo Casanova (1725–1798) |  | Histoire de ma vie (deutsch Erinnerungen), |  | 2. Band: 32. Kapitel |